# Seurasaari
Seurasaari, en suédois Fölisön, est une île du golfe de Finlande attachée à la municipalité d'Helsinki. Accessible par un pont, elle est dépourvue d'habitants permanents. Sur environ un tiers de sa surface elle fait office de musée en plein air, qui regroupe de vieux bâtiments en bois typiques des différentes provinces et régions de la Finlande.

## Le musée en plein air
L'artiste Akseli Gallen-Kallela et l'architecte Yrjö Blomstedt ont eu l'idée de sauver de la destruction de vieux bâtiments finlandais. Les musées à ciel ouvert étaient des idées en vogue à l'époque, et l'exemple le plus proche est le musée en plein air Skansen à Stockholm.
Le musée en plein air de Seurasarari a été fondé en 1909, lors du premier transfert de bâtiments de Konginkangas (Finlande centrale) à Seurasaari. Lors de ce transfert, un rôle très important a été joué par Axel Olai Heikel, expert de l'ethnologie et de l'architecture vernaculaire, qui devint le fondateur d'un musée en plein air et son premier conservateur.
La plupart des bâtiments et des structures dans le musée sont des XVIIe, XVIIIe et XIXe siècles. On y trouve beaucoup de bâtiments agricoles en bois. L'un des premiers bâtiment à avoir été déplacé en 1909 est la ferme Niemelä de Konginkangas. Le bâtiment le plus ancien est l'église de Karuna, datant de 1686 et déplacée là en 1910.
La collection du musée se compose actuellement de 87 bâtiments. 
Le musée est très populaire et est visité chaque année des dizaines de milliers de personnes.
L'île et le musée sont accessibles par le pont de Seurasaari.

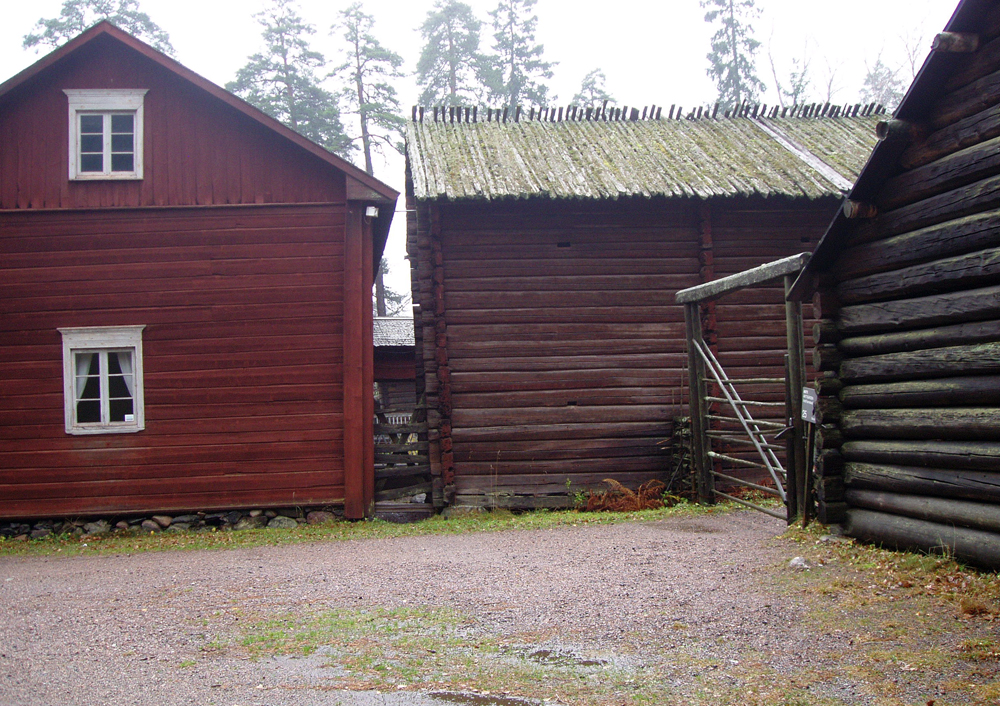
La ferme Antti.
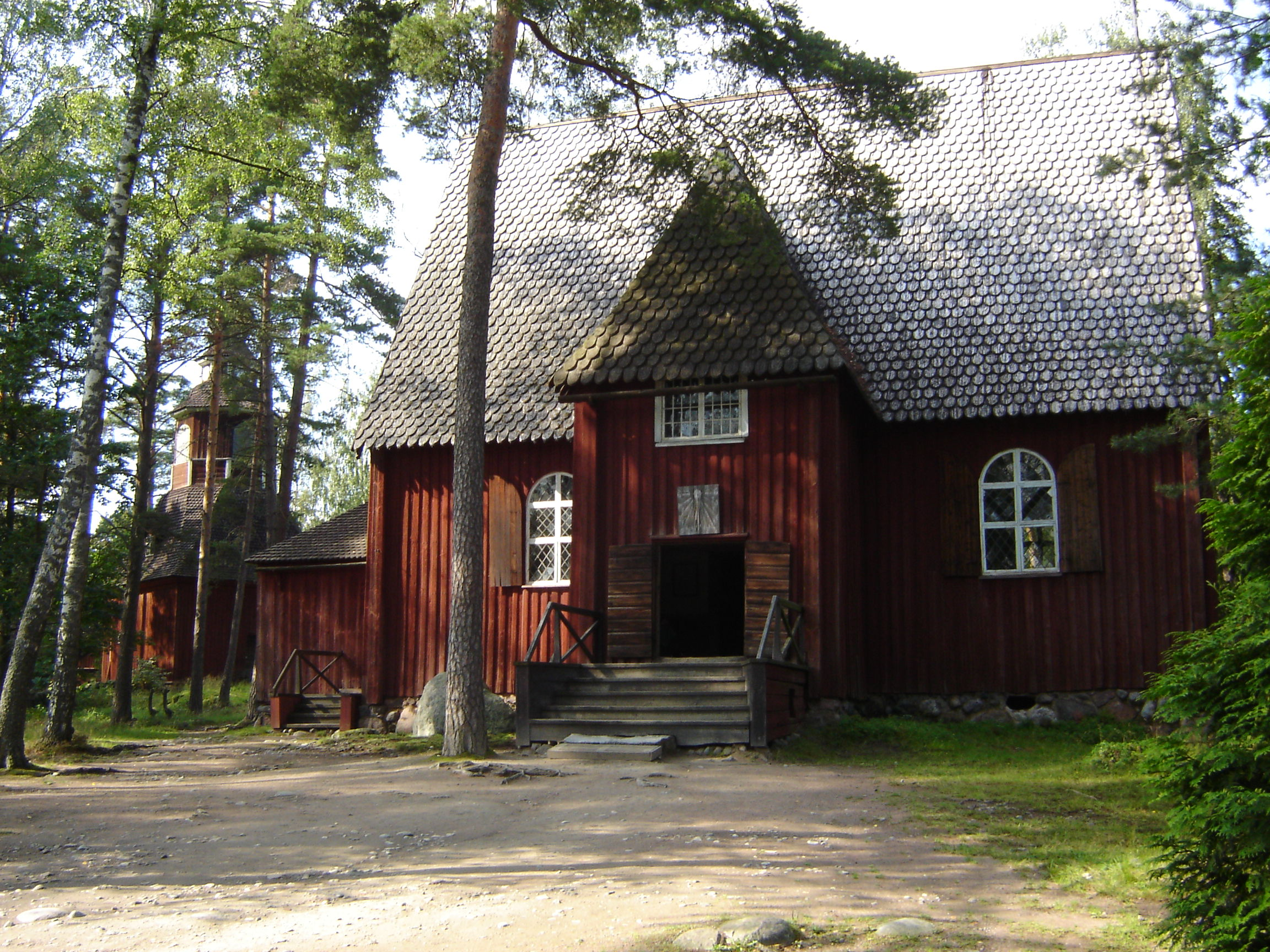
L'église de Karuna.

## Situation et utilisation
Seurasaari est située dans la baie que l'on appelle Seurasaarenselkä et fait partie de l'archipel d'Helsinki.
Malgré les visiteurs, l'île offre une grande variété de faune sauvage, notamment des canards, des oies, des cygnes, mais aussi des écureuils roux, des lapins, des visons d'Amérique, et des chiens viverrins. 
L'ile est aussi très populaire, car pour la fête de la Saint-Jean, y brule un immense feu de joie (finnois: juhannuskokko). Il est construit  juste au large des côtes de l'île, et enflammé par un couple de jeunes mariés.

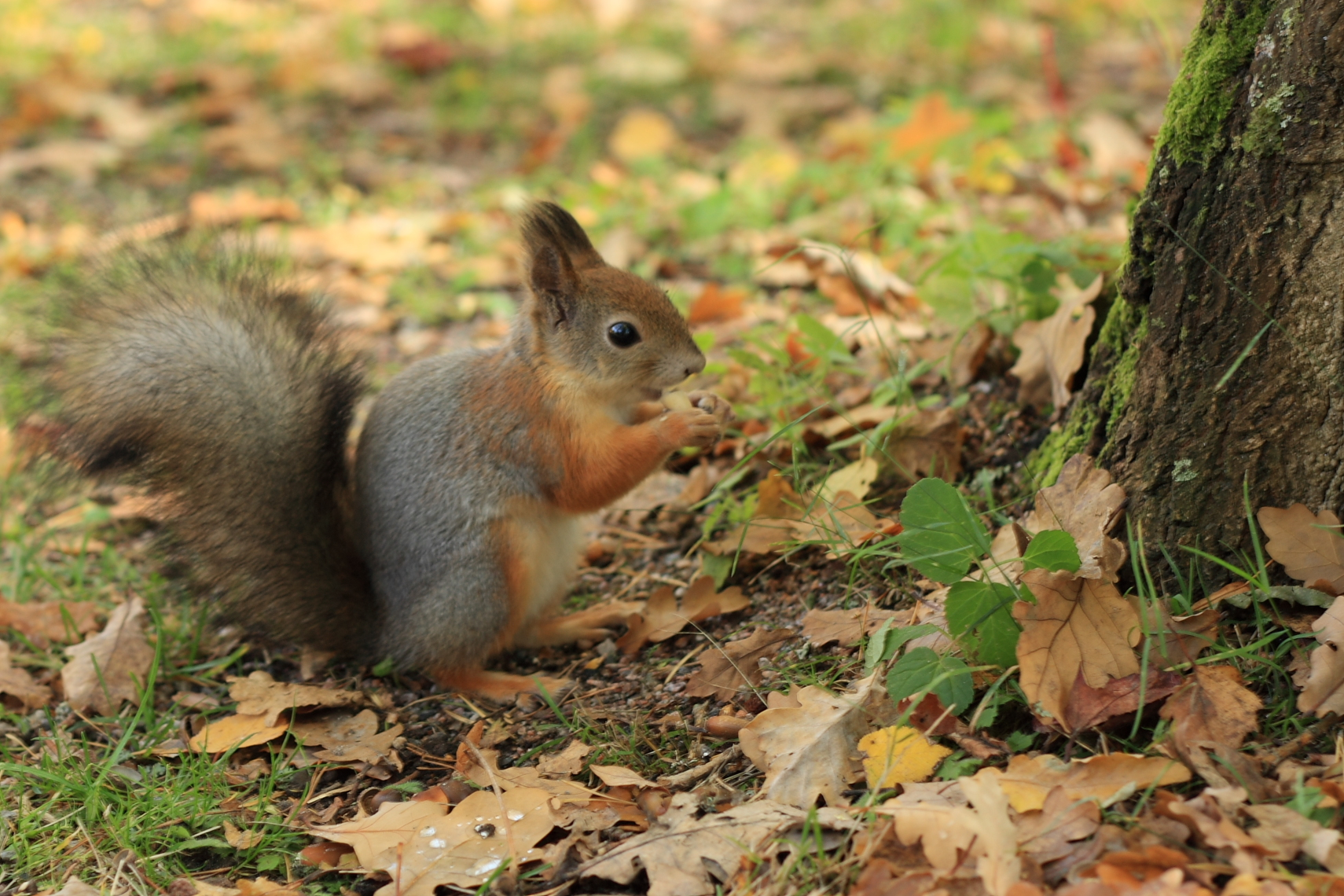
Écureuil
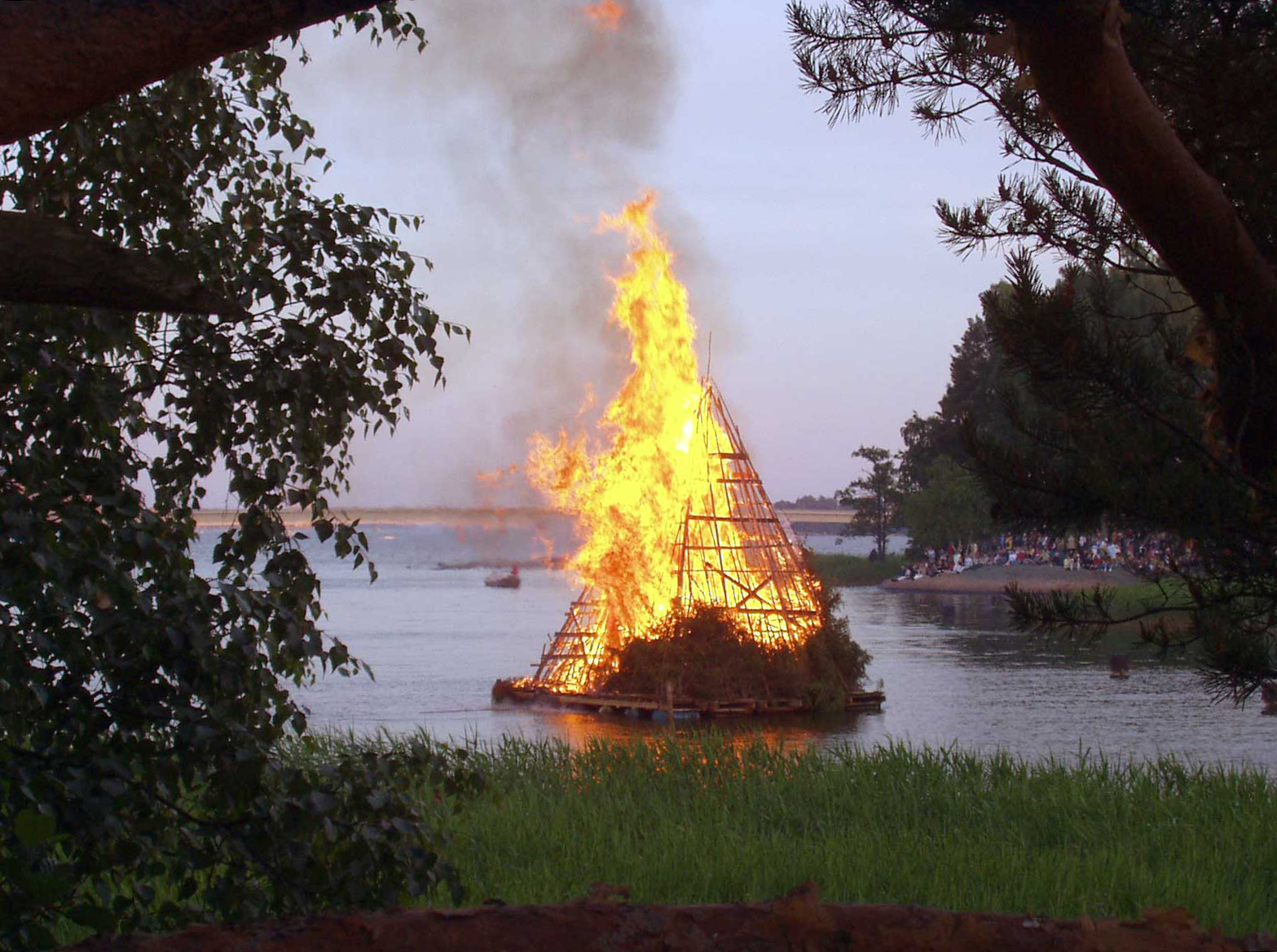
Feu de la Saint-Jean